# Jaroslav Hellebrand
Jaroslav Hellebrand (* 30. Dezember 1945 in Prag) ist ein ehemaliger tschechoslowakischer Ruderer. Er gewann eine olympische Bronzemedaille und drei Medaillen bei Weltmeisterschaften.

## Sportliche Karriere
Der 1,80 m große Jaroslav Hellebrand begann im Doppelzweier. Zusammen mit Petr Krátký gewann er bei den Europameisterschaften 1965 und 1967 die Bronzemedaille. Bei den Olympischen Spielen 1968 in Mexiko-Stadt belegten die beiden den zwölften Platz. Danach wechselte Hellebrand in den Einer. Bei den Weltmeisterschaften 1970 in St. Catharines siegte der Argentinier Alberto Demiddi vor Götz Draeger aus der DDR, dahinter erkämpfte Hellebrand die Bronzemedaille. 1972 startete er auch bei den Olympischen Spielen in München im Einer und belegte wie vier Jahre zuvor den zwölften Platz.
1973 erreichte Hellebrand im Doppelzweier zusammen mit Miroslav Laholík den vierten Platz bei den Europameisterschaften. 1974 wechselten beide in den Doppelvierer. Bei den Weltmeisterschaften in Luzern siegte im Doppelvierer das Boot aus der DDR vor dem Boot aus der Sowjetunion. Dahinter gewannen Filip Koudela, Zdeněk Pecka, Miroslav Laholík und Jaroslav Hellebrand die Bronzemedaille. Im Jahr darauf siegte bei den Weltmeisterschaften 1975 in Nottingham erneut der Doppelvierer aus der DDR, dahinter erreichten Koudela, Pecka, Václav Vochoska und Hellebrand den zweiten Platz vor dem Boot aus der Sowjetunion. Bei den Olympischen Spielen 1976 in Montreal trat der Doppelvierer aus der Tschechoslowakei mit Jaroslav Hellebrand, Václav Vochoska, Zdeněk Pecka und Vladek Lacina an. Dieser Vierer gewann den ersten Vorlauf vor dem Boot aus der Bundesrepublik Deutschland und qualifizierte sich direkt für das Finale. Aus dem anderen Vorlauf kam der sowjetische Vierer direkt ins Finale, während das Boot aus der DDR über den Hoffnungslauf musste. Im Finale siegte der DDR-Vierer vor dem Boot aus der Sowjetunion. Zwei Sekunden hinter dem sowjetischen Boot gewann der Doppelvierer aus der Tschechoslowakei Bronze mit drei Sekunden Vorsprung auf die viertplatzierten Ruderer aus der BRD.
Nach Beendigung seiner Karriere war er als Sportlehrer tätig und betrieb Gleitschirmfliegen als Hobby. 2000 verunglückte er bei seinem Hobby und verletzte sich an der Wirbelsäule. In den Jahren danach war Hellebrand im Pararudern aktiv. Bei den Weltmeisterschaften 2005 belegte er den vierten Platz im AS-Männer-Einer. 